# احتكام إلى الطبيعي

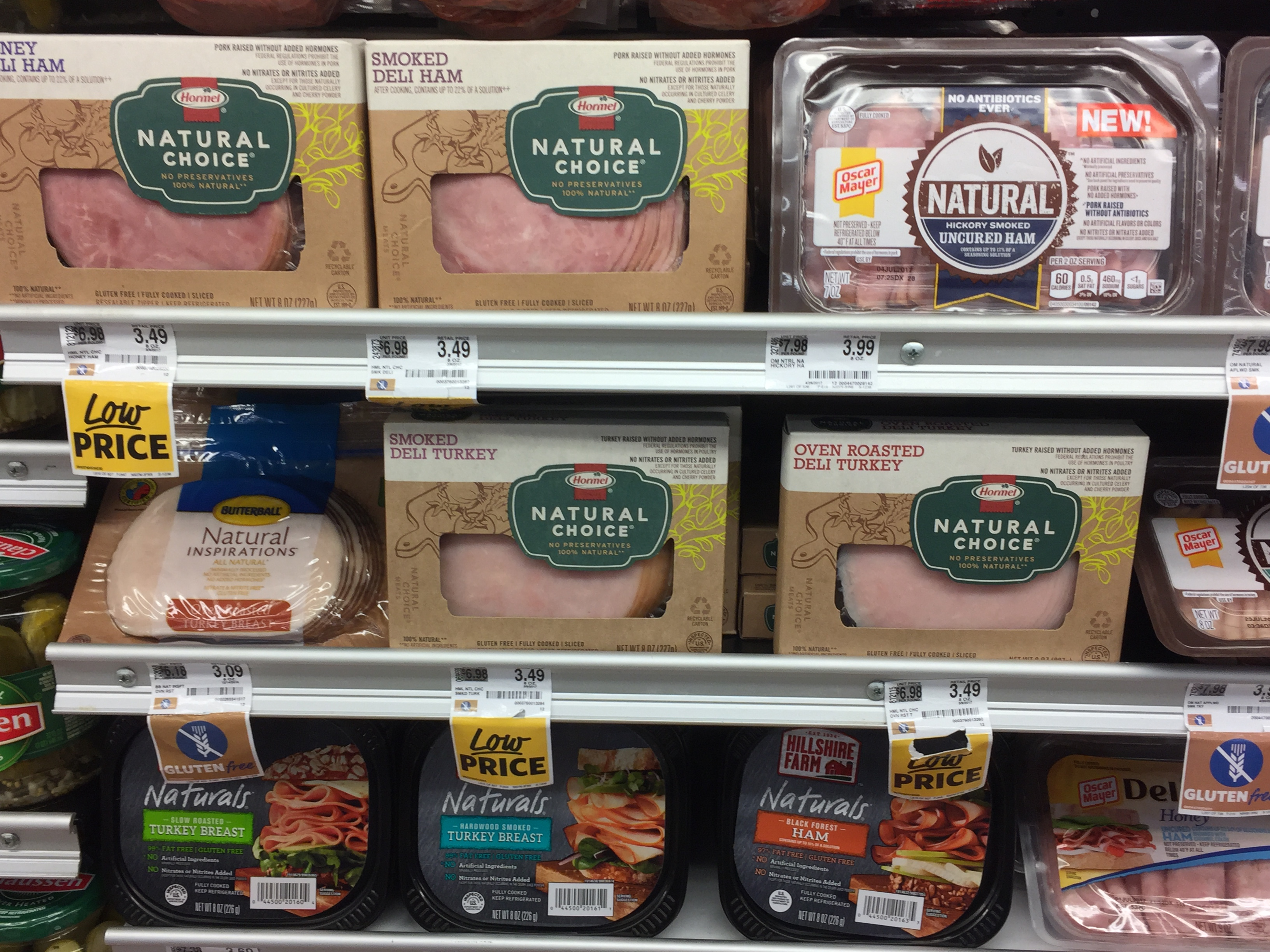

الاحتكام إلى الطبيعي (بالإنجليزية: appeal to nature) أو مغالطة استخدام حجة الطبيعة أو نداء العودة إلى الطبيعة، تقترح جاذبية الطبيعة أنَّ الشيء جيد لأنه طبيعي وسيئ لأنه غير طبيعي، وتعتبر هذه الحجة خاطئة بشكلٍ عام وتصنف كمغالطة منطقية لأنَّ افتراض أنَّ الشيء الطبيعي هو جيد لا علاقة أو صلة بينه وبين موضوع النقاش عادةً وليس له أي معنى مقنع في الممارسة العملية، ومع ذلك في بعض الأطر الفلسفية التي يتم الربط فيها بين عناصر الطبيعة والخير قد تكون حجة جاذبية الطبيعة مقبولة ومستخدمة إلى حدٍّ ما.

## أشكال حجة جاذبية الطبيعة
يمكن التعبير عن الشكل العام لحجة جاذبية الطبيعة ببساطة وفق الطريقة التالية:
كل ما هو طبيعي جيد أو صحيح
ن أمر طبيعي
لذلك ن أمر جيد أو صحيح
كل ما هو غير طبيعي سيئ أو خاطئ
و أمر غير طبيعي
لذلك و أمر سيئ أو خاطئ
أحياناً يكون مصطلح «الطبيعة» غامضاً أو غير محدداً بدقة، مما يؤدي لارتباطاتٍ غير مقصودة مع مفاهيم أخرى، ويمكن كذلك أن تكون كلمة الطبيعة مصطلحاً يحمل عدة وجوه أو تفسيرات، وأحياناً يحوي تقديرات ضمنية غير واضحة وبالتالي سيكون هناك عدة تساؤلات حول مفهوم جاذبية الطبيعة لأنَّ كلَّ استنتاج في نهاية المطاف لا بدَّ أن يكون مبنياً على فرضية سابقة.
تختلف الآراء حول استخدام جاذبية الطبيعة كحجة منطقية، فبعض وجهات النظر المتساهلة تعتبر هذه الحجة قاعدة مفيدة يمكن استعمالها في بعض المجالات المحدودة، وحتى عند القبول ببعض الاستثناءات فإنَّه عندما يتم تطبيق هذه الحجة كمبدأ أو كقاعدة عامة يُفترض أن الحقائق الطبيعية يمكن أن توفر أحكاماً موثوقة خصوصاً فيما يتعلق بالسلع إلا إذا كان هناك أدلة تشير بوضوح إلى عكس ذلك، ونفس الشيء يُقال عن الأشياء غير الطبيعية التي تحمل قيماً سيئة، فمثلاً عند التعامل مع قاعدة عامة تقول «يجب أن تحاول عموماً تناول الأطعمة الطبيعية إلا إذا كان هناك مُعطيات جانبية»، يمكن القول أنَّ هذه القاعدة حتى لو تضمنت استثناءات يمكن أن تنطوي على أخطاء أو تزييف للحقائق.
يشرح جوليان باجيني وجهة نظر معيارية حول ما الذي يجعل مغالطة جاذبية الطبيعة خاطئة بالطريقة التالية: «حتى لو تمكَّنا من الاتفاق على أن بعض الأشياء طبيعية وبعضها غير ذلك، فما الذي ينتج من هذا؟ الجواب هو: لا شيء، لأنَّه لا يوجد سبب واقعي لنفترض أنَّ ما هو طبيعي جيد (أو على الأقل أفضل)، وما هو غير طبيعي سيئ (أو على الأقل أسوأ)».

## التاريخ
لطالما كان معنى وأهمية مختلف مفاهيم «الطبيعة» موضوعاً مطروحاً للنقاش على مر العصور في كلٍّ من العلوم والفلسفة، ففي اليونان القديمة لم تُعتبر قوانين الطبيعة مجرد وصف عام لما يحدث فعلياً في العالم الطبيعي، بل كقواعد يجب على الناس اتباعها والالتزام بها، وهكذا فإنَّ حجة جاذبية الطبيعة كانت تعتبر كمصدر لمعايير السلوك بالنسبة لليونانيين.
أمَّا في العصر الحديث فقد عارض الفلاسفة الأفكار السابقة، واعتبروا أن تصنيف البشر ككائنات طبيعية هو أمرٌ يجب أن يتوقف أو يتحدد ضمن معايير معينة، فعلى سبيل المثال قال الفيلسوف الفرنسي الشهير جان جاك روسو «أنَّنا لا نعرف ما تسمح لنا طبيعتنا أن نكون عليه»، وفي الآونة الأخيرة طبق نيكولاس كومبريدس مقولة روسو على المناقشات حول تدخل الجينات في الأساس البيولوجي للحياة البشرية فقال:

## أمثلة
يمكن أن نجد بعض الأمثلة الشائعة عن حجة جاذبية الطبيعة على الملصقات والإعلانات الموجودة على الأغذية والملابس والعلاجات العشبية التي تستخدم في الطب البديل ، وقد تستخدم الإعلانات عبارة «جميعها طبيعية» لتدل على أن هذه المنتجات صديقة للبيئة وآمنة، ومع ذلك من البديهي القول أنَّ المنتج سواءٌ كان طبيعياً أم لا فهو أمرٌ غير ذي صلة بتحديد سلامته أو فعاليته، فعلى سبيل المثال العديد من السموم الخطرة القاتلة هي مركبات موجودة في الطبيعة، ومن الممارسات الشائعة أيضاً أن يتم استخدام مغالطة جاذبية للطبيعة في المجال الطبي للإشارة إلى أن دواءً ما «غير طبيعي» وبالتالي لا ينبغي استخدامه، وهذه الممارسة ملحوظة بشكل خاص كحجة استخدمت ضد التلقيح.
فيما يتعلق بموضوع استهلاك اللحوم، يجادل بيتر سينغر بأنه من الخطأ أن نقول إن تناول اللحوم مقبول أخلاقياً لمجرد أنه جزء من «الطريقة الطبيعية»، لأن هذه الطريقة التي يتصرف بها البشر والحيوانات الأخرى بشكل طبيعي لا يجب أن تحدد كيف يجب أن نتصرف، ولذلك يقول سينغر يجب تقييم المسموح أو عدم المسموح اعتماداً على أساس المزايا والخصائص وليس عن طريق البحث عما هو «طبيعي».